# Saint-Pierre-de-Curtille
Saint-Pierre-de-Curtille – miejscowość i gmina we Francji, w regionie Owernia-Rodan-Alpy, w departamencie Sabaudia.
Według danych na rok 1990 gminę zamieszkiwało 277 osób, a gęstość zaludnienia wynosiła 28 osób/km² (wśród 2880 gmin regionu Rodan-Alpy Saint-Pierre-de-Curtille plasuje się na 1352. miejscu pod względem liczby ludności, natomiast pod względem powierzchni na miejscu 1128.).